# Larreoideae
Larreoideae es una subfamilia con 5 géneros de plantas herbáceas perteneciente a la familia Zygophyllaceae..

## Géneros
Bulnesia - Guaiacum - Larrea - Pintoa - Porlieria